# Томаш Соучек
Томаш Соучек (чеш. Tomáš Souček; 27. фебруар 1995) чешки је професионални фудбалер који тренутно наступа на позицији дефанзивног везног за Вест Хем јунајтед и репрезентацију Чешке.
Каријеру је почео 2014. у Славији Праг, за коју је претходно играо девет година као јуниор. Године 2015, отишао је на позајмицу у Викторију Жижков, док је 2017. отишао на позајмицу у Слован Либерец. Послије једне сезоне, вратио се у Славију, а 2020. је отишао на позајмицу у Вест Хем, гдје је провео други дио сезоне 2020/21. након чега је Вест Хем откупио његов уговор
Играо је за неколико млађих селекција репрезентације, а за сениорску репрезентацију Чешке дебитовао је 2016. након чега је играо на Европском првенству 2020.

## Клупска каријера

### Славија Праг
Каријеру је почео у омладинском тиму Славије Праг, када је имао десет година. Нуђен је клубовима из Друге лиге — Фридек Мистеку и Влашиму да оде на позајмицу, али нису хтјели да потпишу уговор са њим. Тренер Викторије Жижков — Јиндржих Трпишовски, посматрао га је како игра и није био убијеђен у његове способности, али су га убиједили да га узме на позајмицу јер не кошта клуб ништа. За клуб је дебитовао 8. марта 2015, у поразу 2:1 кући од Фастав Злина. Први гол постигао је 16. августа, у побједи од 4:0 против Височине Јилхаве.
Ушао је у први тим Славије и у сезони 2015/16. одиграо је 29 од 30 утакмица у лиги и постигао је седам голова, од чега хет трик у побједи од 3:1 против Бањик Остраве, 28. фебруара 2016. Ипак, на почетку сезоне 2016/17. изгубио је мјесто у стартној постави, након доласка Мајкла Нгаде Нгађуа и у периоду од септембра до децембра 2016. играо је само 93. минута. У јануару 2017. отишао је на позајмицу у Слован Либерец. За клуб је одиграо 12 утакмица и није постигао ниједан гол.
На почетку сезоне 2017/18. вратио се у Славију, гдје је вратио мјесто у стартној постави; одиграо је 27 утакмица у лиги и постигао је три гола. На дан 9. маја 2018, играо је у финалу Купа Чешке, у којем је Славија побиједила Јаблонец 3:1 и освојила Куп.
У сезони 2018/19. одиграо је 29 утакмица и постигао је десет голова. Освојио је дуплу круну са Славијом и добио је награду за најбољег играча лиге. На дан 17. јуна 2019, продужио је уговор са клубом до 2024.

### Вест хем јунајтед
На дан 29. јануара 2020, отишао је на позајмицу у Вест Хем, до краја сезоне 2019/20, са опцијом откупа уговора. У марту, добио је награду за чешког фудбалера године за 2019. од стране фудбалског савеза Чешке Републике. На дан 1. јула, постигао је први гол за клуб, у побједи од 3:2 против Челсија, након што му је претходно, на истој утакмици, ВАР поништио гол због офсајда. На наредној утакмици, постигао је гол за вођство од 2:1, у ремију 2:2 на гостовању против Њукасла. На дан 24. јула, Вест Хем је откупио његов уговор за 21 милион евра. У августу 2020, добио је награду „Златна лопта“, за чешког фудбалера године, за 2020. од стране новинара, На дан 1. јануара, постигао је гол у побједи од 1:0 на гостовању против Евертона на Гудисон парку. На дан 6. фебруара, на утакмици против Фулама, добио је црвени картон у надокнади времена, након што је дјеловало да је ударио у лице Александра Митровића; одлуку судије — Мајка Дина, критиковали су играчи Вест Хема, тренер Дејвид Мојес и бројно навијачи, који су тврдили да није крив. Вест Хем је покренуо жалбу како би се одлука поништила и да не би морао да паузира. Два дана касније, одлука је поништена. У марту 2021. добио је награду за чешког фудбалера године за 2020. од стране фудбалског савеза, другу годину заредом. Сезону је завршио са десет постигнутих голова, чиме је био најбољи стријелац клуба, заједно са Мајклом Антониом.

## Репрезентативна каријера
Играо је за неколико млађих селекција репрезентације, а за сениорску репрезентацију Чешке дебитовао је 15. новембра 2016. у ремију 1:1 против Данске у пријатељској утакмици, када је ушао у игру у 67. минуту, умјесто Јаромиржа Змрхала. У такмичарским мечевима, дебитовао је 10. јуна 2017. у ремију 1:1 на гостовању против Норвешке, у квалификацијама за Свјетско првенство 2018. Након што је дебитовао за сениорску репрезентацију, играо је за репрезентацију до 21 године на Европском првенству за играче до 21 године 2017, када је предводио тим заједно са Јакубом Јанктом и Патриком Шиком, али су завршили на последњем мјесту у групи, са једном побједом.
Први гол за репрезентацију постигао је 10. септембра 2018. у поразу 5:1 од Русије у пријатељској утакмици. На дан 24. марта 2021, постигао је хет трик у побједи од 6:2 на гостовању против Естоније, у квалификацијама за Свјетско првенство 2022.
На дан 27. маја 2021. нашао се у тиму за Европско првенство 2020, које је због пандемије ковида 19 помјерено за 2021. На дан 4. јуна играо је у поразу 4:0 од Италије у пријатељској утакмици; ушао је у игру у 46. минуту, умјесто Ондржеја Челустке. Четири дана касније, играо је и на последњој пријатељској утакмици пред почетак првенства, у побједи од 3:1 против Албаније, када је добио и жути картон у 55. минуту. На Европском првенству, био је стандардан у групној фази, а Чешка је у првом колу групе Д побиједила Шкотску 2:0, са два гола Патрика Шика, док је у другом колу ремизирала 1:1 против Хрватске. У трећем колу, изгубила је 1:0 од Енглеске и прошла је даље са трећег мјеста. У осмини финала, такође је одиграо цијели меч, а Чешка је побиједила Холандију 2:0. Одиграо је цијели меч и у четвртфиналу, а Чешка је изгубила 2:1 од Данске.

## Стил игре
Изградио је репутацију као везни играч и са дефанзивним и офанзивним квалитетима. Познат је као један од снажнијих играча на терену, захваљујући висини од 1,92 m. Жозе Мурињо га је упоредио са Маруаном Фелаинијем, због способности да добро игра главом.

## Статистика каријере

### Клубови
Ажурирано након утакмице игране 23. маја 2021.
| Клуб                          | Сезона            | Лига              | Лига  | Лига | Национални куп | Национални куп | Лига куп | Лига куп | Континентално | Континентално | Остало | Остало | Укупно | Укупно |
| Клуб                          | Сезона            | Лига              | Утак. | Гол. | Утак.          | Гол.           | Утак.    | Гол.     | Утак.         | Гол.          | Утак.  | Гол.   | Утак.  | Гол.   |
| ----------------------------- | ----------------- | ----------------- | ----- | ---- | -------------- | -------------- | -------- | -------- | ------------- | ------------- | ------ | ------ | ------ | ------ |
| Славија Праг                  | 2015/16.          | Прва лига Чешке   | 29    | 7    | 2              | 0              | —        | —        | —             | —             | —      | —      | 31     | 7      |
| Славија Праг                  | 2016/17.          | Прва лига Чешке   | 7     | 0    | 1              | 0              | —        | —        | 5             | 0             | —      | —      | 13     | 0      |
| Славија Праг                  | 2017/18.          | Прва лига Чешке   | 27    | 3    | 4              | 0              | —        | —        | 8             | 0             | —      | —      | 39     | 3      |
| Славија Праг                  | 2018/19.          | Прва лига Чешке   | 34    | 13   | 2              | 3              | —        | —        | 13            | 2             | —      | —      | 49     | 18     |
| Славија Праг                  | 2019/20.          | Прва лига Чешке   | 17    | 8    | 0              | 0              | —        | —        | 8             | 2             | 1      | 2      | 26     | 12     |
| Славија Праг                  | Укупно            | Укупно            | 114   | 31   | 9              | 3              | —        | —        | 34            | 4             | 1      | 2      | 158    | 40     |
| Викторија Жижков (позајмица)  | 2014/15.          | Друга лига Чешке  | 14    | 0    | 0              | 0              | —        | —        | —             | —             | —      | —      | 14     | 0      |
| Слован Либерец (позајмица)    | 2016/17.          | Прва лига Чешке   | 12    | 0    | 1              | 0              | —        | —        | —             | —             | —      | —      | 13     | 0      |
| Вест Хем јунајтед (позајмица) | 2019/20.          | Премијер лига     | 13    | 3    | —              | —              | —        | —        | —             | —             | —      | —      | 13     | 3      |
| Вест Хем јунајтед             | 2020/21.          | Премијер лига     | 38    | 10   | 3              | 0              | 0        | 0        | —             | —             | —      | —      | 41     | 10     |
| Вест Хем јунајтед             | Укупно            | Укупно            | 51    | 13   | 3              | 0              | 0        | 0        | 0             | 0             | 0      | 0      | 54     | 13     |
| Укупно у каријери             | Укупно у каријери | Укупно у каријери | 190   | 44   | 13             | 3              | 0        | 0        | 34            | 4             | 1      | 2      | 237    | 53     |

1. ↑  Наступи у Лиги Европе
2. ↑  Три наступа у Лиги шампиона, пет наступа у Лиги Европе
3. ↑  Два наступа у Лиги шампиона, 11 наступа и два гола у Лиги Европе.
4. ↑  Наступи у Лиги шампиона
5. ↑  Наступ у Суперкупу Чешке

### Репрезентација
Ажурирано након утакмице игране 3. јула 2021.
| Репрезентација | Година | Наступи | Голови |
| -------------- | ------ | ------- | ------ |
| Чешка          |        |         |        |
| 2016.          | 1      | 0       |        |
| 2017.          | 7      | 1       |        |
| 2018.          | 8      | 1       |        |
| 2019.          | 9      | 1       |        |
| 2020.          | 5      | 1       |        |
| 2021.          | 10     | 3       |        |
| Укупно         | Укупно | 40      | 7      |

### Голови за репрезентацију
Ажурирано након утакмице игране 24. марта 2021.
| ‡ | Гол из пенала |

| Број | Датум               | Локација                                  | Противник | Гол за | Коначан резултат | Такмичење                                 |
| ---- | ------------------- | ----------------------------------------- | --------- | ------ | ---------------- | ----------------------------------------- |
| 1    | 8. новембар 2017.   | Стадион Абдулах бин Калифа, Доха, Катар   | Исланд    | 1:0    | 2:1              | Пријатељска                               |
| 2    | 10. септембар 2018. | Ростов арена, Ростов на Дону, Русија      | Русија    | 1:3    | 1:5              | Пријатељска                               |
| 3    | 10. септембар 2019. | Стадион под Горицом, Подгорица, Црна Гора | Црна Гора | 1:0    | 3:0              | Квалификације за Европско првенство 2020. |
| 4    | 18. новембар 2020.  | Арена Досан, Плзењ, Чешка Република       | Словачка  | 1:0    | 2:0              | Лига нација 2020/21. — Лига Б             |
| 5    | 24. март 2021.      | Арена Лублин, Лублин, Пољска              | Естонија  | 3:1    | 6:2              | Квалификације за Свјетско првенство 2022. |
| 6    | 24. март 2021.      | Арена Лублин, Лублин, Пољска              | Естонија  | 4:1    | 6:2              | Квалификације за Свјетско првенство 2022. |
| 7    | 24. март 2021.      | Арена Лублин, Лублин, Пољска              | Естонија  | 5:1    | 6:2              | Квалификације за Свјетско првенство 2022. |

## Успјеси

### Клубови
Славија Праг
- Прва лига Чешке (2): 2016/17, 2018/19.
- Куп Чешке (2): 2017/18, 2018/19.

Вест Хем јунајтед
- УЕФА Лига конференције (1): 2022/23.

### Репрезентација
Чешка
- Кина куп бронза: 2018[53]

### Индивидуално
- Чешки фудбалер године: 2019,[54] 2020[28]
- Чешки фудбалер године по избору новинара: 2020[55]